# Плюшкин
Степан Плюшкин — один из персонажей романа-поэмы Н. В. Гоголя «Мёртвые души», помещик. Его фамилия произошла от слова «плюшка» или «плюш».

## Прошлое Плюшкина
В молодости был женат, отец двух дочерей и сына. Владелец богатейшего имения, когда-то был бережливым хозяином.
Сосед заезжал к нему пообедать, слушать и учиться у него хозяйствующих и мудрой скупости. Все текло живо и совершалось размеренным ходом: двигались мельницы, валяльни, работали суконные фабрики, столярные станки, прядильни; везде во все входил зоркий взгляд хозяина и, как трудолюбивый паук, бегал хлопотливо, но расторопно, по всем концам своей хозяйственной паутины. Слишком сильные чувства не отражались в чертах лица его, но в глазах был виден ум; опытностию и познанием света была проникнута речь его, и гостю было приятно его слушать; приветливая и говорливая хозяйка славилась хлебосольством; навстречу выходили две миловидные дочки, обе белокурые и свежие, как розы; выбегал сын, разбитной мальчишка, и целовался со всеми, мало обращая внимания на то, рад ли, или не рад был этому гость. В доме были открыты все окна, антресоли были заняты квартирою учителя-француза, который славно брился и был большой стрелок: приносил всегда к обеду тетерек или уток, а иногда и одни воробьиные яйца, из которых заказывал себе яичницу, потому что больше в целом доме никто её не ел. На антресолях жила также его компатриотка, наставница двух девиц. Сам хозяин являлся к столу в сюртуке, хотя несколько поношенном, но опрятном, локти были в порядке: нигде никакой заплаты. Но добрая хозяйка умерла; часть ключей, а с ними мелких забот, перешла к нему. Плюшкин стал беспокойнее и, как все вдовцы, подозрительнее и скупее. На старшую дочь Александру Степановну он не мог во всем положиться, да и был прав, потому что Александра Степановна скоро убежала с штабс-ротмистром, бог весть какого кавалерийского полка, и повенчалась с ним где-то наскоро в деревенской церкви, зная, что отец не любит офицеров по странному предубеждению, будто бы все военные картежники и мотишки. Отец послал ей на дорогу проклятие, а преследовать не заботился. В доме стало ещё пустее. Во владельце стала заметнее обнаруживаться скупость, сверкнувшая в жестких волосах его седина, верная подруга её, помогла ей ещё более развиться; учитель-француз был отпущен, потому что сыну пришла пора на службу; мадам была прогнана, потому что оказалась не безгрешною в похищении Александры Степановны; сын, будучи отправлен в губернский город, с тем чтобы узнать в палате, по мнению отца, службу существенную, определился вместо того в полк и написал к отцу уже по своем определении, прося денег на обмундировку; весьма естественно, что он получил на это то, что называется в простонародии шиш. Наконец последняя дочь, остававшаяся с ним в доме, умерла, и старик очутился один сторожем, хранителем и владетелем своих богатств. Одинокая жизнь дала сытную пищу скупости, которая, как известно, имеет волчий голод и чем более пожирает, тем становится ненасытнее; человеческие чувства, которые и без того не были в нём глубоки, мелели ежеминутно, и каждый день что-нибудь утрачивалось в этой изношенной развалине. Случись же под такую минуту, как будто нарочно в подтверждение его мнения о военных, что сын его проигрался в карты; он послал ему от души своё отцовское проклятие и никогда уже не интересовался знать, существует ли он на свете, или нет. С каждым годом притворялись окна в его доме, наконец остались только два. <…> с каждым годом уходили из вида более и более главные части хозяйства, и мелкий взгляд его обращался к бумажкам и перышкам, которые он собирал в своей комнате; неуступчивее становился он к покупщикам, которые приезжали забирать у него хозяйственные произведения; покупщики торговались, торговались и наконец бросили его вовсе, сказавши, что это бес, а не человек; сено и хлеб гнили, клади и стоги обращались в чистый навоз, хоть разводи на них капусту, мука в подвалах превратилась в камень, и нужно было её рубить, к сукнам, холстам и домашним материям страшно было притронуться: они обращались в пыль. Он уже позабывал сам, сколько у него было чего, и помнил только, в каком месте стоял у него в шкафу графинчик с остатком какой-нибудь настойки, на котором он сам сделал наметку, чтобы никто воровским образом её не выпил, да где лежало перышко или сургучик. А между тем в хозяйстве доход собирался по-прежнему: столько же оброку должен был принесть мужик, таким же приносом орехов обложена была всякая баба, столько же поставов холста должна была наткать ткачиха, — все это сваливалось в кладовые, и все становилось гниль и прореха, и сам он обратился наконец в какую-то прореху на человечестве. Александра Степановна как-то приезжала раза два с маленьким сынком, пытаясь, нельзя ли чего-нибудь получить; видно, походная жизнь с штабс-ротмистром не была так привлекательна, какою казалась до свадьбы. Плюшкин, однако же, её простил и даже дал маленькому внучку поиграть какую-то пуговицу, лежавшую на столе, но денег ничего не дал. В другой раз Александра Степановна приехала с двумя малютками и привезла ему кулич к чаю и новый халат, потому что у батюшки был такой халат, на который глядеть не только было совестно, но даже стыдно. Плюшкин приласкал обоих внуков и, посадивши их к себе одного на правое колено, а другого на левое, покачал их совершенно таким образом, как будто они ехали на лошадях, кулич и халат взял, но дочери решительно ничего не дал; с тем и уехала Александра Степановна.

## Привычки и внешность
Описывая маниакальную жадность своего героя, Гоголь сообщает: …он ходил ещё каждый день по улицам своей деревни, заглядывал под мостики, под перекладины и всё, что ни попадалось ему: старая подошва, бабья тряпка, железный гвоздь, глиняный черепок, — всё тащил к себе и складывал в ту кучу, которую Чичиков заметил в углу комнаты… после него незачем было мести улицу: случилось проезжавшему офицеру потерять шпору, шпора эта мигом отправилась в известную кучу: если баба… позабывала ведро — он утаскивал и ведро.
Писатель даёт описание следующее внешности своего необычного героя: лицо его не представляло ничего особенного и выглядело как и у других худощавых стариков. Лишь подбородок выступал очень далеко вперёд, да привлекали внимание маленькие глазки, бегавшие как мыши из-под высоко поднятых бровей. Гораздо замечательнее был наряд его: никакими средствами и стараньями нельзя бы докопаться, из чего состряпан его халат: рукава и верхние полы до того засалились и залоснились, что походили на юфть, какая идёт на сапоги; позади вместо двух болтались четыре полы, из которых охлопьями лезла хлопчатая бумага. На шее тоже было повязано что-то такое, которого нельзя было разобрать: чулок ли, подвязка ли, или набрюшник, только никак не галстук.
Встрече Чичикова с Плюшкиным предшествует описание разорённой деревни и полуразрушенной фамильной усадьбы Плюшкина: какую-то особую ветхость заметил он (то есть Чичиков) на всех деревянных строениях: бревно на избах было темно и старо; многие крыши сквозили как решето: на иных оставался только конёк вверху да жерди по сторонам в виде рёбер… Окна в избёнках были без стёкол, иные были заткнуты тряпкой или зипуном… Частями стал выказываться господский дом…Каким-то дряхлым инвалидом глядел сей странный замок, длинный, длинный непомерно…Стены дома ощеливали местами нагую штукатурную решётку…Из окон только два были открыты, прочие были заставлены ставнями или даже забиты досками…Зелёная плесень уже покрыла ограду и ворота. При появлении хозяина всего этого пришедшего в полный упадок имения Чичиков первоначально принимает его за старуху-ключницу — настолько диковинно, грязно и бедно был тот одет: Послушай, матушка, — сказал он, выходя из брички — Что барин?...

## Сад Плюшкина

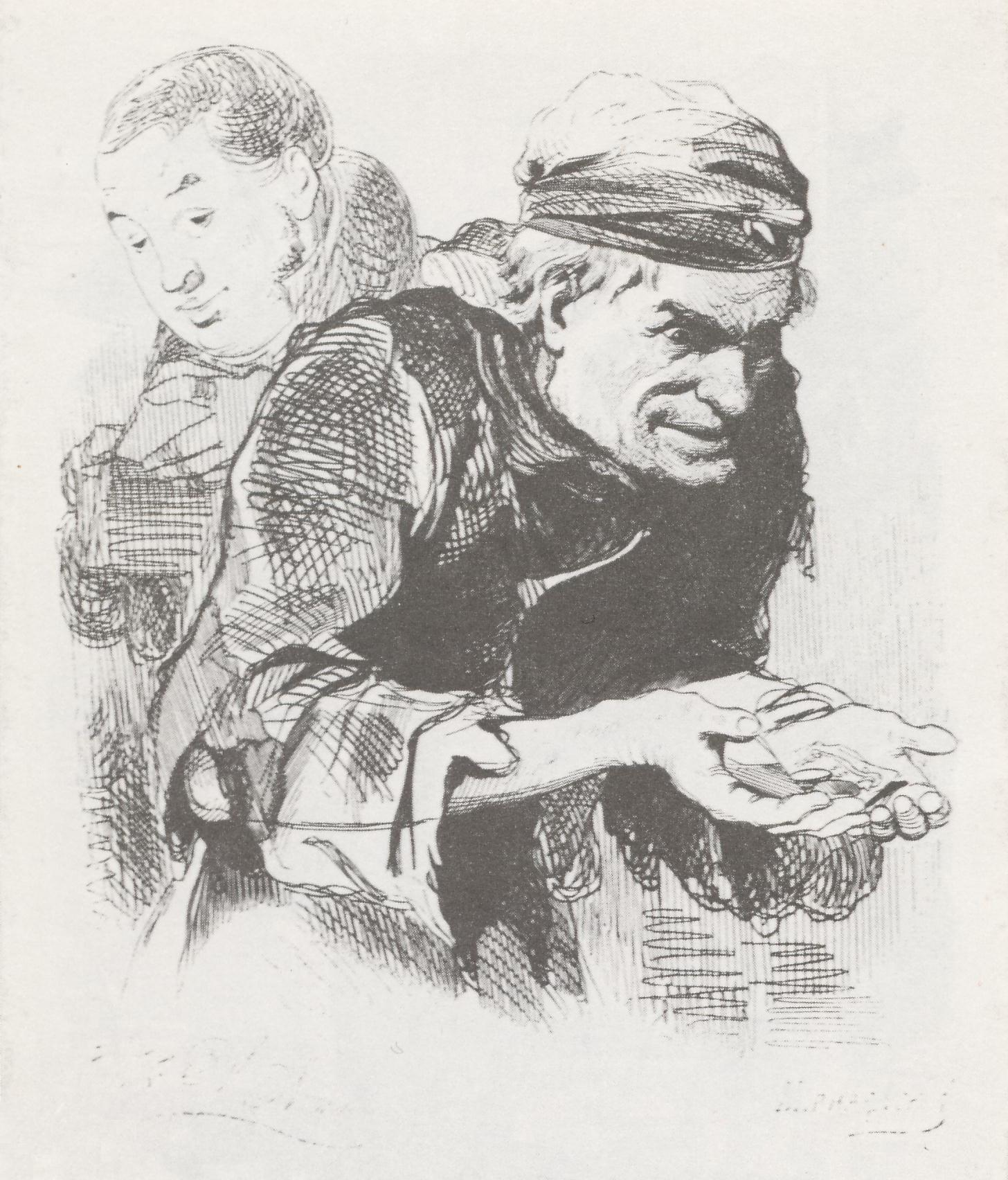
На рисунке А. А. Агина

Некоторое оживление вносил в эту печальную картину «весёлый сад» — старый, заросший и заглохлый, уходивший за усадьбой куда-то в поле. Описание сада Плюшкина всегда привлекало внимание читателей и критиков. Как вспоминал П. В. Анненков, переписывавший «Мёртвые души» под диктовку Гоголя, этот фрагмент сам Гоголь читал с особым выражением и естественностью. На роль сада в создании образа Плюшкина обратил внимание ещё один из первых критиков поэмы — С. Шевырёв: «Всё умирает, гниёт и рушится около Плюшкина… Вы отдыхаете от этих грустных тяжких впечатлений на богатой картине сада… между тем в глубине этой дикой и жаркой картины вы как будто проглядываете в повесть жизни самого хозяина, в котором также заглохла душа, как природа в глуши этого сада». По мнению И. П. Золотусского, поскольку Гоголь создавал соответствующие главы в Италии, то и плюшкинский сад скорее не русский, а итальянский: «стволы деревьев в саду Плюшкина напоминают колонны римского форума». Сад, как и колонны Форума, доносит до нас ощущение некогда существовавшей тут жизни.

## Восприятие персонажа

### История создания
Одним из источников для Гоголя при описании самого Плюшкина послужило стихотворение В. А. Жуковского «Песня»: «На минуту ли улыбкою / Мертвый лик наш оживет», параллелью к которому служит описание мимолётного проявления человеческих чувств на лице Плюшкина: «бледное отражение чувства, явление, подобное неожиданному появлению на поверхности вод утопающего, произведшему радостный крик в толпе, обступившей берег. Но напрасно обрадовавшиеся братья и сестры кидают с берега веревку и ждут, не мелькнет ли вновь спина или утомленные бореньем руки, — появление было последнее». Видимо, Жуковский вдохновил Гоголя и на описание сада Плюшкина: «Сверху лист благоухающий / Прах и тление под ним». Как отмечают издатели Полного собрания сочинений Н. В. Гоголя, по мере работы над романом образ Плюшкина и описание его сада и дома усложняются, появляется фраза, завершаюшая характеристику героя: «Все становилось гниль и прореха, и сам он обратился в какую-то прореху на человечестве». Исчезает уподобление Плюшкина Кощею, присутствовавшее в первоначальных вариантах: «Должно, однако ж, признаться, что такие кощеи редко встречаются на Руси, где все любит скорее развернуться, чем съежиться».
Исследователями ставился вопрос о возможных прототипах Плюшкина. Называлась фигура «помещика В.» из Полтавского уезда; другой вариант — славившийся скупостью орловский помещик С. Т. Мацнев. По мнению М. Вайскопфа, одним из прототипов Плюшкина послужил историк М. Погодин, а в описании сада в поместье персонажа отразился сад у дома Погодина
Если говорить о литературной традиции, то филологами отмечается близость образа Плюшкина к другим литературным скупцам, таким, как Гарпагон Мольера, Барон из «Скупого рыцаря» Пушкина, дядя главного героя из романа Ч. Метьюрина «Мельмот», пан Тарах в романе Василия Нарежного «Аристион, или Перевоспитание».

### Критика
Плюшкин как аллегория всепоглощающей скупости считается одним из вершинных свершений Гоголя: «именно здесь», как писал В. Г. Белинский, «Гоголь является великим живописцем пошлости жизни». Впервые услышав текст в исполнении автора, С. Т. Аксаков писал: «Это лицо превосходит все лица творческой фантазии, какие я только знаю… Это чудо да и только». Литературные критики[какие?] традиционно подают Плюшкина как эталон скопидомства, жадности и крохоборства. Автора занимает история деформации личности — превращения этого в молодости образованного и неглупого человека в ходячее посмешище даже для собственных крестьян и в больную, злокозненную личность, отказавшуюся от поддержки и участия в судьбе своих собственных дочерей, сына и внуков. Плюшкин ведёт барщинное хозяйство, собирая с крестьян в том числе оброк продуктами, которые бессмысленно пропадают у него в кладовых.

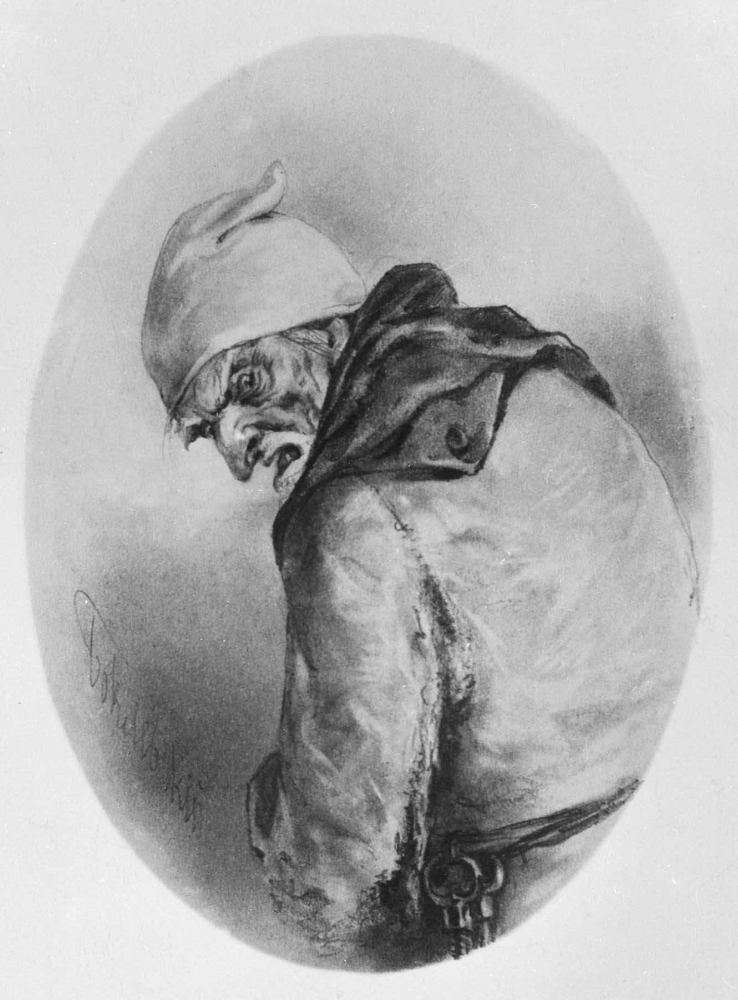
Акварель Боклевского, нарисованная позже

## В театре и кино
В постановке «Мёртвых душ» К. Станиславского роль Плюшкина исполнил Л. М. Леонидов, в инсценировке, показанной на сцене Александринского театра в 1970-х — А. Ф. Борисов, в постановке Театра Олега Табакова (2006) сам Табаков сыграл Плюшкина.
В фильме-спектакле 1960 года роль Плюшкина исполнил Б. Петкер, в телесериале М. Швейцера — Иннокентий Смоктуновский.

## В культуре
В русском разговорном языке и в литературной традиции имя «Плюшкин» стало нарицательным обозначением для мелочных, скупых людей, охваченных страстью к накопительству ненужных им, а подчас и совершенно бесполезных вещей. Его поведение, описанное в поэме Н. В. Гоголя, является типичнейшим проявлением такого психического расстройства, как патологическое накопительство. Наименование «синдром Плюшкина» встречается как в русскоязычной, так и (реже) в зарубежной научной литературе, хотя в англоязычном мире такое расстройство чаще связывается с именем мисс Хэвишем — героини романа Диккенса «Большие надежды».
В Твери семейной парой Денисом и Мариной Ильиными 7 ноября 2017 года был открыт «музей Плюшкина», являющийся музеем быта поздних советских времён.